# Tramvajová doprava v Osinnikách

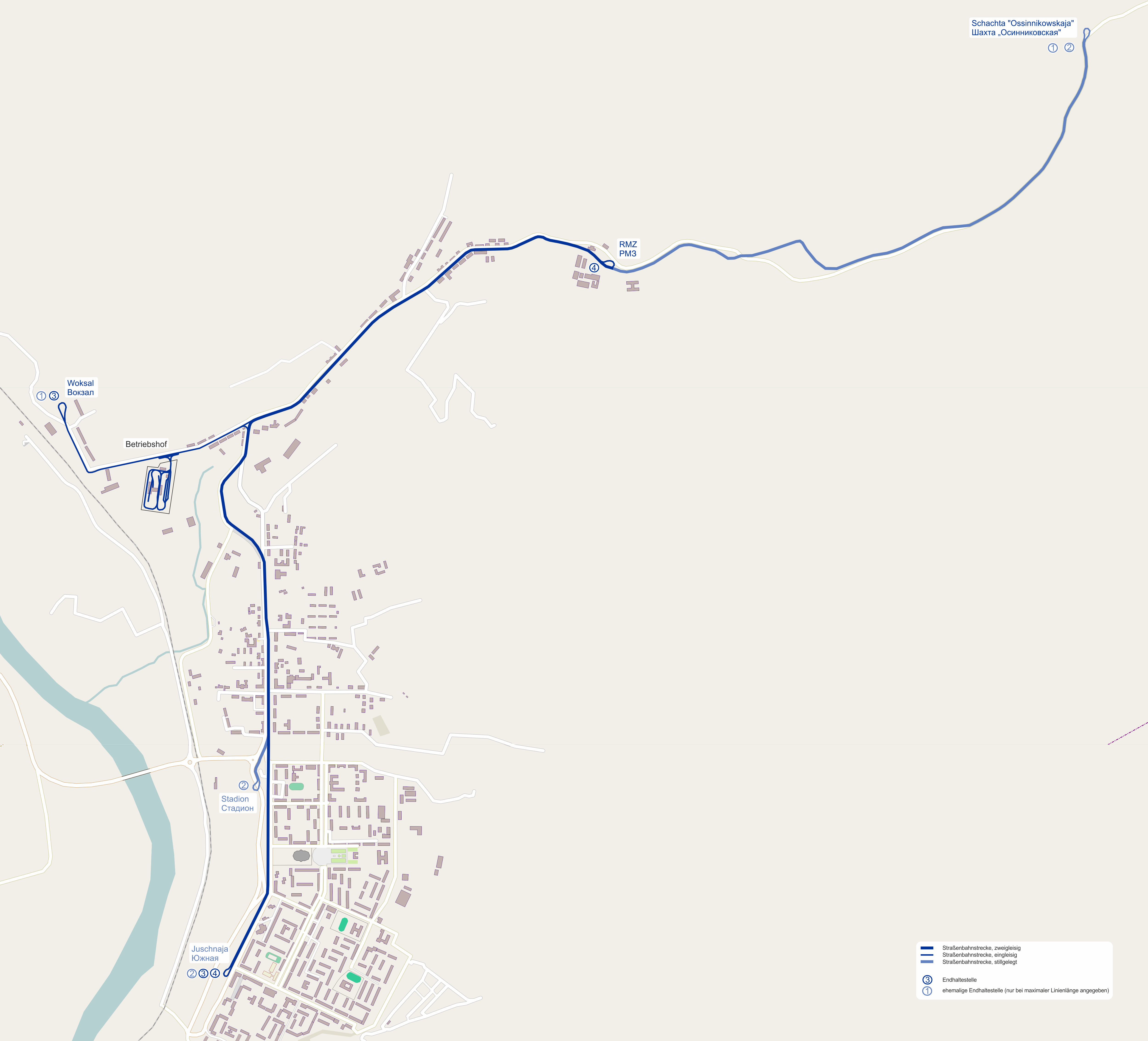
Mapa tramvajové sítě v Osinnikách

Osinniki je ruské hornické město v kemerovské oblasti, které má vlastní tramvajovou síť.
Ta měří dohromady 18,6 km; tratě jsou většinou na oddělených tělesech. Velká část všech úseků prochází nezastavěnými oblastmi.
Síť tvoří jedna dlouhá dvoukolejná trať, vedoucí podél řek Velikij Kandaler a Kondoma spolu s krátkou jednokolejnou odbočkou k místnímu nádraží a tramvajové vozovně. Jedná se tedy o malý tramvajový provoz, v provozu jsou podle informací z roku 2004 pouze dvě linky.

## Historie
Tramvajová doprava v Ossiniki byla zavedena hlavně za účelem dopravy dělníků do dolů; na první trati, která byla tehdy ještě jednokolejná s výhybnami a čtrnácti stanicemi, se začalo jezdit od 1. listopadu 1960. O další dva roky později se objevila první větev vedená na jih k místnímu stadionu s názvem Socgorod. Tím byl základ celé sítě de facto dokončen. V 70. letech se začalo pracovat na zdvojkolejnění postavených tratí; a to ve třech etapách v průběhu let 1976, 1977 a 1978. Poslední prodloužení se uskutečnilo v roce 1991, když byl otevřen nový úsek od stadionu do zastávky Južnaja. Zároveň bylo asi 400 až 500 m původní trati spolu se starou konečnou u stadionu bylo uzavřeno. V současné době se plánuje prodloužení ještě dále za Južnou, a to směrem do obce Krasnaja Orlovka.

## Vozový park
V dobách začátků tramvají v Osinniki se objevily tramvaje sovětské výroby s lyrovými sběrači, ne nepodobné známému typu T3. Modernější vozy, původem z Petrohradu, je nahradily na počátku 90. let. Ossiniki tak díky tomu patří mezi města s relativně mladými tramvajovými vozy; nejezdí zde žádné ojeté původem z jiných měst. 65 % vozového parku tvoří vozy staré okolo deseti let. Celkem je ve městě nasazováno do provozu 21 tramvají.
Nejstarší tramvajový vůz (typ RVZ-6M2) je z přelomu 70. a 80. let, není však běžně vypravován a plánuje se přebudovat jej na historický.
V provozu jsou pouze jednovozové vlaky, spojení do souprav se zde neprovádí.